# Conopodium pyrenaeum
Conopodium pyrenaeum là một loài thực vật có hoa trong họ Hoa tán. Loài này được (Loisel.) Miégev. mô tả khoa học đầu tiên năm 1874.